# Polaromonas
Polaromonas es un género de bacterias gramnegativas pertenecientes a la familia Comamonadaceae. Fue descrito en el año 1996. Su etimología hace referencia a los polos geográficos. Es una bacteria aerobia, en general inmóvil (excepto Polaromonas aquatica y Polaromonas vacuolata) y psicrófila. Catalasa y oxidasa positivas. Tiene un crecimiento lento, entre 3 y 10 días. Polaromonas vacuolata, la especie tipo de este género, es la bacteria psicrófila más extrema, con una temperatura de crecimiento óptimo de 4 °C. Inicialmente se aisló de aguas de la Antártida en la península Palmer.  

## Historia
En el año 1989 se aislaron en aguas de la Antártida varias bacterias que poseían vacuolas de gas en su interior, siendo las primeras bacterias marinas en las que se encontraron estas vacuolas. Los estudios de ese momento, asociaron algunas de estas cepas al grupo de las proteobacterias. Posteriormente, se volvieron a analizar estas cepas, lo que llevó a la descripción del género Polaromonas.

## Taxonomía
Actualmente contiene 9 especies descritas:
- Polaromonas aquatica
- Polaromonas cryoconiti
- Polaromonas eurypsychrophila
- Polaromonas ginsengisoli
- Polaromonas glacialis
- Polaromonas hydrogenivorans
- Polaromonas jejuensis
- Polaromonas naphthalenivorans
- Polaromonas vacuolata

## Hábitat
Polaromonas se ha aislado de agua marina, agua del grifo, sedimentos y suelos. Varias especies pueden crecer a bajas temperaturas, por ello se encuentran en glaciares y ambientes polares en distintos puntos del mundo. Algunos estudios indican que no son endémicas de glaciares, ya que se ha encontrado en otros lugares, y las secuencias genéticas son muy similares entre cepas de orígenes muy lejanos. Se propone que se pueda dispersar por altas corrientes de aire desde estos lugares no glaciales hasta los glaciares, donde quedarían en fase de reposo o latentes.
Además, se ha encontrado en el intestino de un insecto que habita en los glaciares (Andiperla willinki).

## Adaptación al frío
Algunos estudios han revelado que la capacidad de supervivencia de Polaromonas en ambientes fríos se debe en gran parte a la presencia de plásmidos en sus células. Estos plásmidos codifican varios mecanismos de protección frente a bajas temperaturas y frente a la radiación ultravioleta, muy presente en ambientes polares, además de otorgar protección contra metales pesados y posibilitar el uso de una amplia variedad de nutrientes para poder sobrevivir en ambientes donde estos son muy escasos.  
Por otro lado, se ha descrito recientemente un bacteriófago llamado Tiera capaz de infectar células de Polaromonas, también con actividad infectiva a baja temperatura.

## Biorremediación
Además de los ambientes comentados anteriormente, también se ha encontrado en suelos contaminados, revelando una considerable capacidad de biorremediación. Algunas cepas de este género pueden tener un papel en la degradación de hidrocarburos y xenobióticos. También han mostrado capacidad para reducir el vanadio 5 a vanadio 4, que es menos tóxico, en ambientes contaminados por residuos de la minería.Ello se realiza mediante el conjunto de genes cymA, omcA y narG. Además, tienen capacidad de degradar el 1,2-dicloroeteno y el tolueno.